# Aram Szah
Aram Szah ( zm. w czerwcu 1211 w Sułtanacie Delhijskim) –  drugi sułtan Sułtanatu Delhijskiego.

## Życiorys
Pochodzenie Aram Szaha jest niejasne jak i to że był synem załaożyciela Sułtanatu Ajbaka. W niektórych rękopisach słowa "bin Aibak" ("syn Aibaka") pojawiają się po jego imieniu w nagłówku rozdziału, jednak mogły być one jedynie błędnym dodatkiem dokonanym przez skrybę.
Po nagłej śmierci Ajbaka (podczas gry w polo) Aram został wybrany na następcę w Lahore. Wkrótce w wyniku poparcia wojska tron objął Iltutmysz a sam Aram Szah został ścięty po przegranej bitwie.